# 秋田県立秋田高等学校の人物一覧
秋田県立秋田高等学校人物一覧（あきたけんりつ あきた こうとうがっこう じんぶついちらん）は、秋田県立秋田高等学校の出身者・関係者の人物一覧である。
※数多くの出身者・関係者が存在するためウィキペディア日本語版内に既に記事が存在する人物のみを記載する。

## 教職員経験者
※教職員経験者のうち校長経験者である人物は秋田県立秋田高等学校#歴代校長に記した。
- 小田島樹人 （音楽家(「おもちゃのマーチ」などを作曲）[1][2]
- 佐藤貫一 （刀剣収集家）[3]

## 出身者
以下のサブセクションでは秋田県立秋田高等学校の出身者のうち、主たる活躍を行ったものの氏名を列挙する。ただし、本セクションでは以下の校名の時点で在校した卒業生、他校への転校者、中退者及び被放校者を等しく秋田県立秋田高等学校の出身者として扱う。
- 洋学校（日新学校内洋学科）
- 太平学校中学科
- 同変則中学科
- 秋田県師範学校中学師範予備科
- 秋田中学校
- 秋田尋常中学校
- 秋田県第一尋常中学校
- 秋田県第一中学校
- 秋田県立秋田中学校
- 秋田県立秋田南高等学校（1948年（昭和23年度）- 1952年（昭和27年度））
- 秋田県立秋田高等学校

### 政界・官界
- 町田忠治（農林大臣、商工大臣、大蔵大臣、国務大臣、立憲民政党・日本進歩党総裁）[4]
- 田中隆三（農商務次官、文部大臣）[5]
- 長嶺俊之助（陸軍少将。歩兵第31連隊長など）[6]
- 須田實（陸軍少将。歩兵第3旅団長など）[7]
- 信太時尚（官選第18代富山県知事）[8]
- 上村清太郎（陸軍中将。西部軍司令官など）[7]
- 横山助成（第30代東京府知事など6府県の官選知事を歴任 / 中退）[9]
- 安藤忠一郎（陸軍少将。独立混成第60旅団長など）[7]
- 後藤英次（海軍中将。第24航空戦隊司令官など）[7]
- 西村祥治（海軍中将。第2戦隊司令官など / 旧制横手中（現横手高）へ転出）[7]
- 池田徳治（民選第2代秋田県知事）[10]
- 須磨弥吉郎（元衆議院議員、元スペイン駐箚特命全権公使）[11]
- 長崎惣之助（鉄道次官、運輸通信次官、国鉄総裁）[12]
- 小畑勇二郎（民選第3 - 8代秋田県知事）[13]
- 佐々木義武（元衆議院議員、科学技術庁長官、通産大臣）[14]
- 谷藤正三（北海道開発事務次官）[15]
- 上野勝（東京高等検察庁公判部長）
- 明石康（元国連事務次長）[16][17][18]
- 石川錬治郎（第30 - 32代秋田市長）[19]
- 阿部信泰（元軍縮担当国連事務次長、元スイス駐箚特命全権大使）[20]
- 金田勝年（衆議院議員、元法務大臣、元大蔵省主計官）[21]
- 銭谷真美（元文部科学事務次官）[18][22]
- 奥山恵美子（第33 - 34代仙台市長 / 盛岡一高へ転出）[23]
- 中泉松司（元参議院議員））[24]
- 石井浩郎（参議院議員、元近鉄バファローズ他選手、元西武ライオンズ二軍監督）[25]

### 学界・研究

#### 学術による勲章受章者および学術賞等受賞者
- 二木謙三（医学者[鼠咬症研究]、第19回学士院賞受賞、文化勲章受章、帝国学士院会員、東京帝国大学教授）[26]
- 小場恒吉（美術史家[日本紋様史研究]、第1回日本芸術院恩賜賞受賞、元東京美術学校・東京芸術大学教授）[27]
- 湯沢幸吉郎（国語学者[近世国語研究]、第46回学士院賞受賞、元早稲田大学教授）[28]
- 物部長穂（工学者[耐震構造研究]、土木建築家、第15回学士院恩賜賞受賞、東京帝国大学教授）[29]
- 多田等観（仏教学者[チベット仏典分類学研究]、僧侶、第45回学士院賞受賞）[30]
- 木村謹治（ドイツ文学者［ゲーテ研究］、アードレル勲章受章、東京帝国大学教授 / 中退）[31]
- 菊池栄一（ドイツ文学者［ゲーテ研究］、ゲーテ賞受賞、東京大学名誉教授）[32]
- 山本時男（生物学者[メダカの発生学研究] 、第66回学士院賞受賞、名古屋大学名誉教授）[33]
- 岩崎俊一（工学者[磁気記録研究]、第77回学士院賞受賞、文化勲章受章、日本学士院会員、東北大学名誉教授）[34]
- 荒井献（宗教学者[グノーシス主義研究]、第68回学士院賞受賞、日本学士院会員、東京大学名誉教授）[35][36]
- 小林宏晨（法学者[ドイツ基本法研究]、オーストリア一等学術栄誉賞受賞、日本大学名誉教授、元上小阿仁村長）[37]

#### 学長等経験者
- 田所哲太郎（農学者、化学者[生物化学研究]、北海道帝国大学教授、第3代帯広畜産大学学長、初代北海道学芸大学学長）[38]
- 池田謙三（冶金学者、東北帝国大学・東京帝国大学・北海道帝国大学教授、秋田鉱山専門学校校長、秋田大学学長事務取扱）[39]
- 分銅惇作（国文学者[日本近代詩研究]、元東京教育大学教授、第10代実践女子大学学長、実践女子大学名誉教授）[40]
- 佐々木毅（政治学者[西洋政治思想史研究]、第27代東京大学総長、日本学士院会員、東京大学名誉教授）[18][41]
- 吉本高志（医学者[脳卒中研究]、第19代東北大学総長、東北大学名誉教授）[34]
- 吉村昇（工学者[基礎電気工学研究]、第11代秋田大学学長）[42]

その他研究者
- 藤井靖（心理学者、臨床心理士、公認心理師、明星大学心理学部准教授）[要出典]
- 鯨岡峻（心理学者、京都大学名誉教授）[要出典]

### 医療界
- 安倍仲雄（内科医、南満洲鉄道医長、秋田県初の医学博士）[43]
- 工藤進英（外科医、陥凹型大腸癌の立証者）[44]
- 秋山正子（訪問看護師）[45]

### 経済界
- 佐々木駒之助（元日本生命保険会長、東洋拓殖総裁）[7]
- 奈良磐松（第2代秋田銀行頭取 / 中退）[46]
- 塩田団平（元羽後銀行頭取 / 中退）[47]
- 菅礼之助（元東京電力会長、元経済団体連合会評議員会議長他 / 中退）[48]
- 塩田雄次（北都銀行初代会長、元羽後銀行頭取）[47]
- 辻兵吉 (5代目)（辻兵吉家当主、辻兵グループ総帥他、前同窓会長）[49][50]
- 町田睿（北都銀行取締役会長、フィデアホールディングス取締役会議長）[51]
- 加賀谷武夫（第3代北都銀行頭取）[52]
- 新開卓（第10代秋田銀行頭取）[42]
- 藤原清悦（第11代秋田銀行頭取）[53]
- 進藤孝生（新日鐵住金社長、日本製鉄会長、日本経団連副会長、元世界鉄鋼協会会長）[54]
- 湊屋隆夫（第12代秋田銀行頭取）[55]
- 伊藤新（第5代北都銀行頭取）[56]

### 芸術・文芸・芸能
- 矢田萌華（乃木坂46/中退）
- 石井露月（俳人 / 中退）[57]
- 石田友治（編集者、宗教家 / 中退）[58]
- 滝田樗陰（元中央公論編集長）[59]
- 石井漠（舞踏家 / 中退）[60]
- 東海林太郎（歌手）[18][61]
- 青江舜二郎（劇作家、評論家）[62]
- 伊賀山正光（映画監督）[63]
- 深井史郎（音楽家・作曲家）[62]
- 宮越郷平（作家）
- 加藤日出男（社会運動家、随筆家。若い根っこの会会長）[64]
- 佐藤菊夫（音楽家）[65]
- 小池一夫（漫画原作者・脚本家）
- 西木正明（作家）[66]
- 成田裕介（映画監督）[67]
- 鳴海風（作家、デンソー技術者）[68]
- 今井宏（予備校講師）
- 平沼義之（フリーライター）[69]
- いとうまゆ（本名：伊藤美帆。NHKおかあさんといっしょ・4代目身体表現のおねえさん）
- 奥田ひとし（漫画家）[70]
- 岡部大（お笑い芸人。ハナコ）[71]
- 宮田陽（漫才師。一般社団法人漫才協会副会長、宮田陽・昇でボケを担当）
- 永沢たかし（漫才師。磁石でボケを担当）
- いけちゃん（YouTuber）

### スポーツ
- 伊藤勝三（元大東京軍選手兼任監督）[72]
- 永井洋二郎（元読売ジャイアンツ選手）[73]
- 滝田政治（元大映スターズ他選手）[74]
- 小西秀朗（元国鉄スワローズ他選手）[75]
- 木村興治（元卓球選手、日本卓球協会副会長）
- 中村和雄（バスケットボール指導者）[76]
- 阿部茂樹（元ヤクルトスワローズ他選手）[77]
- 後藤光尊（元東北楽天ゴールデンイーグルス他内野手）[78]
- 齋藤正直（専修大学硬式野球部監督、川崎製鉄千葉元監督）
- 内藤慎平（元トヨタ自動車ヴェルブリッツ）[79]

### マスメディア
- 安藤和風（元秋田魁新報社社長 / 中退）[80]
- 人見誠治（元秋田魁新報社会長）[81]
- 中山善三郎（元毎日新聞社会部長、元サンデー毎日編集長）[82]
- 高田斉（気象予報士）[83]
- 橋本五郎（読売新聞特別編集委員）[84]
- 佐々木広人（アサヒカメラ編集長、「終活」生みの親）[85][86]
- 山王丸和恵（日本テレビプロデューサー、元アナウンサー）[84]
- 武田哲哉（秋田テレビアナウンサー）[87]
- 伊藤慶太（NHKアナウンサー）[34]
- 石川真紀（元文化放送アナウンサー）
- 後藤美菜子（元秋田テレビアナウンサー）[87]
- 新行市佳（ニッポン放送アナウンサー）
- 熊谷実帆（ニッポン放送アナウンサー）
- 高橋春花（北海道テレビ放送アナウンサー）